# August von Hayek
August von Hayek ( Viena, 14 de dezembro de 1871 – Viena, 1 de junho de 1928 ) foi um médico e botânico austríaco. 
Foi filho de Gustav Hayek e pai do economista Friedrich Hayek. Ensinou na Universidade de Viena a partir de 1926. Estudou a fitogeografia do Império austro-húngaro.

## Publicações
- Prodromus Florae Peninulae Baltanicae, 1924-1933.
- Flora der Steiermark, 1808-1944.
- Schedae ad Florum stiriacum exsiccatum, 1904-1912.
- Die Pflanzendecke Österreich-Ungarns, 1914.
- Allgemeine Pflanzengeographie, 1926.